# Ampersan
Ampersan es una banda de etno-rock, originaria de Guadalajara, Jalisco, México, que fusiona música de raíz tradicional y ceremonial con sonidos electrónicos, psicodelia y rock. Su estilo se caracteriza por ofrecer una visión contemporánea de la música tradicional junto con una combinación estética de lo rural con lo natural.

## Historia
Fundada por Kevin García y Zindu Cano en 2007, surge de la propuesta del poeta Ricardo Yáñez, que alude a la palabra en inglés ampersand y proviene de la expresión and per se and que significa; y por sí mismo, y. El signo & no tiene significado solo, sin embargo, funciona para unir, sumar, e integrar elementos. Este signo es adoptado por la banda musical, por representar uno de sus objetivos; conectar sonidos variados para crear música multiforme. 
Se han presentado en eventos como el Vive Latino, Mexico Now, New York City, Folklorum Festival, Einsiedel, Alemania, entre otros.

## Componentes
La banda tiene como integrantes principales a sus fundadores Kevin García en la guitarra eléctrica, punteador, electrónica y voz, Zindu Cano en la jarana, guitarra y voz, sin embargo, la agrupación ha realizado participaciones con artistas como Vico Díaz en contrabajo, Héctor Aguilar Chairez en la percusión, Ernesto Cano Martínez en distintas percusiones, violín y cantando. También han colaborado con figuras como David Aguilar, León Chávez Teixeiro, Francisco Barrios el Mastuerzo, Roberto González, entre otros.

## Arte
Ampersan se definen como una banda de etno-rock; sus influencias provienen de cantos tradicionales mexicanos, música folklórica contemporánea, música tradicional africana, así como el son jarocho junto con influencias del rock mexicano, de bandas como Café Tacvba y Caifanes. Su estilo combina armonías básicas del blues con instrumentos autóctonos, que resultan en un sonido natural que trasciende las fronteras del tiempo. La banda también ha musicalización poemas de escritores como Nezahualcóyotl,

Con relación a las influencias de la banda, Kevin García comenta:
La música tradicional de México y de América Latina ha sido una gran influencia, hemos encontrado un montón de elementos, motivos rítmicos, melódicos y poéticos. Siempre hemos tenido ese interés de cómo jugar con los nuevos sonidos, saber que hay otros instrumentos y encontrar de qué manera puedes abordar esa música tradicional con herramientas más contemporáneas como sintetizadores y programación electrónica. Esa ha sido nuestra aventura, nos consideramos como musicalmente inquietos y partimos de esa lúdica que sentimos a través de la música.

## Discografía
(2011) CD Flor de biznaga   
(2014) DVD Flor de biznaga en concierto 
(2014) CD Autorreverse 
(2014) CD Flor de biznaga en concierto 
(2017) CD 10 AÑOS 
(2022) CD 6 Conejo 

## Giras musicales
Han tenido giras en: Portugal, España, Alemania, República Checa, Finlandia, Uruguay, Argentina, Guatemala, Estados Unidos de América y México.

## Premios
- (2019) Galardón Lunas del Auditorio en la categoría Música tradicional